# Comandante (film 2023)
Comandante è un film del 2023 diretto da Edoardo De Angelis.
Ha come protagonista Pierfrancesco Favino nel ruolo di Salvatore Todaro, comandante del sommergibile Comandante Cappellini durante la seconda guerra mondiale.

## Trama
Durante la Seconda guerra mondiale, il capitano di corvetta della Regia Marina Salvatore Todaro è al comando del sommergibile Cappellini. A causa di un incidente, lo schianto dell'idrovolante su cui viaggiava come osservatore, è costretto ad indossare a vita un busto ortopedico; ciò nonostante, con lo scoppio della guerra, l'ufficiale viene destinato ad una missione nell'Atlantico, con grande rammarico della moglie. L'uomo fornisce a ogni suo sottoposto un coltellino per eventuali combattimenti corpo a corpo.
Al largo dell'Atlantico, il 16 ottobre 1940, Todaro ordina l'attacco contro un piroscafo belga, il Kabalo, che trasportava materiale bellico per gli inglesi. Affondata la nave nemica, il comandante italiano decide di salvare i 26 naufraghi belgi. Ciò comporta, tra i vari disagi, anche il dover navigare in emersione per alcuni giorni, rendendosi visibile alle forze nemiche e mettendo a repentaglio la propria vita e quella dei suoi uomini, perché non c'è spazio sia per l'equipaggio che per i naufraghi nel sommergibile: alcuni di quest'ultimi finiscono infatti a dover starsene adagiati sopra di esso. Todaro ha comunque intenzione di portare i superstiti sulle spiagge neutrali di Santa Maria delle Azzorre. 
A un certo punto Todaro avvista alcune imbarcazioni inglesi e, illustrando le sue intenzioni, chiede il cessate il fuoco e lo ottiene. Rivendicando di aver salvato i naufraghi solo "perché è la legge del mare", Todaro li porta a destinazione. Alcuni di loro, a guerra finita, andranno a trovare la vedova dell'ufficiale italiano per portarle i loro omaggi; il comandante morirà il 14 dicembre 1942 sotto i colpi di una mitraglia inglese mentre dormiva nella sua cuccetta, come predetto dallo spirito greco.

## Produzione

### Sviluppo
Il regista De Angelis si è interessato alla vicenda in seguito al discorso pronunciato nel 2018 dall'ammiraglio Giovanni Pettorino in occasione dei 153 anni della Guardia costiera, in cui aveva citato l'esempio di Todaro in riferimento alle politiche dell'esecutivo di allora contro le ONG e verso la crisi europea dei migranti.
Il film ha ricevuto il pieno sostegno della Marina Militare, che ha fornito alla produzione l'accesso ai suoi archivi e al diario di bordo del Cappellini per maggior autenticità. Il regista ha dichiarato che: «Il cinema spesso fa storie denigratorie o agiografiche [...] noi abbiamo lavorato insieme con un intento pulito».
Il costo totale speso per il film è stato di 14 milioni e mezzo di euro.

### Replica delCappellini
Lo scenografo Carmine Guarino ha incontrato difficoltà nel progettare una replica a grandezza naturale del sommergibile in cui si svolge il film, a causa della mancanza di disegni e fotografie di interni dei sommergibili italiani dell'epoca. Dopo averne realizzato un modello tridimensionale, Guarino ha collaborato con l'ingegnere meccanico Nicola Ferrari, che ha progettato un sistema "a puntoni" per far galleggiare il sommergibile nel bacino navale Ferrati dell'Arsenale Militare di Taranto e poi farlo navigare in mare.
Gli interni sono stati ricostruiti a Cinecittà World, utilizzando come materiale di partenza la replica di un U-Boot costruita per il film U-571 (2000). Lo scafo è stato invece costruito direttamente a Taranto in otto mesi. In tutto, la replica del Cappellini pesava più di 70 tonnellate ed era lunga 73 metri.Vi hanno lavorato oltre un centinaio di ingegneri, costruttori e artigiani, col supporto dell'ufficio storico della Marina, del personale della Mostra Storica dell'Arsenale e di Fincantieri.

### Riprese
Le riprese sono cominciate il 17 settembre 2022 a Taranto, nell'Arsenale militare della Marina, e lì sono durate per otto settimane sulle acque del Mar Piccolo. Quattro giorni di riprese subacquee si sono poi tenute in Belgio.

### Post-produzione
Gli effetti visivi del film hanno assorbito il 10% dell'investimento di produzione. Vi hanno lavorato diverse aziende internazionali, con supervisore l'americano Kevin Tod Haug.

## Promozione
La prima clip del film è stata diffusa online il 25 luglio 2023, seguita dal teaser trailer il 25 agosto.

## Distribuzione
Il film è stato presentato in anteprima il 30 agosto 2023 in concorso alla 80ª Mostra internazionale d'arte cinematografica di Venezia, di cui è stato il film d'apertura, in presenza del Vicepresidente del Consiglio Matteo Salvini. A partire dal 31 ottobre 2023 è stato distribuito nelle sale cinematografiche italiane da 01 Distribution.

## Accoglienza
Il film, al 25 novembre, ha totalizzato un incasso di 3.403.174 €, con 502.257 biglietti venduti.

## Altri media e anacronismi
A partire dalla loro sceneggiatura, Veronesi e De Angelis hanno scritto la novellizzazione del film, anch'essa intitolata Comandante ed edita da Bompiani il 25 gennaio 2023.
La prima missione del sommergibile Cappellini, al comando di Todaro, inizia il 29 settembre 1940. Durante la missione il secondo ufficiale mette, attraverso l'interfono del sommergibile, il disco con l'Inno dei sommergibilisti, ma quest'ultimo è stato creato nel 1941 a seguito di un concorso indetto dall'Opera nazionale del dopolavoro, pertanto quest'inno non poteva essere riprodotto nel 1940.

## Riconoscimenti
- 2024 - David di Donatello
  - Candidatura a Miglior attore protagonista a Pierfrancesco Favino
  - Candidatura a Miglior produttore a Nicola Giuliano, Francesca Cima, Carlotta Calori, Viola Prestieri per Indigo Film, a Pierpaolo Verga, Edoardo De Angelis per O' Groove, a Paolo Del Brocco per Rai Cinema, ad Attilio De Razza per Tramp Limited, a Mariagiovanna De Angelis per Vgroove, a Antonio Miyakawa per Wise Pictures
  - Candidatura a Miglior autore della fotografia a Ferran Paredes Rubio
  - Candidatura a Miglior scenografia a Carmine Guarino e Iole Autero
  - Candidatura a Migliori costumi a Massimo Cantini Parrini
  - Candidatura a Miglior trucco a Paola Gattabrusi e Lorenzo Tamburini
  - Candidatura a Miglior acconciatura a Massimo Gattabrusi
  - Candidatura a Miglior suono a Valentino Gianni, Alessandro Feletti, Mirko Perri e Giancarlo Rutigliano
  - Candidatura a Migliori effetti speciali visivi a Kevin Tod Haug e Stacey Dodge
  - Candidatura al premio David Giovani
- 2024 - Nastro d'argento
  - Candidatura al miglior film
  - Candidatura al miglior attore protagonista a Pierfrancesco Favino
  - Candidatura alla migliore fotografia a Ferran Paredes Rubio
  - Candidatura alla migliore scenografia a Carmine Guarino
  - Candidatura al miglior sonoro in presa diretta a Valentino Gianni
  - Candidatura al miglior casting director a Gabriella Giannattasio e Marco Matteo Donat-Cattin
- 2023 - Mostra internazionale d'arte cinematografica
  - In concorso per il Leone d'oro